# Црне тројке
Црне тројке су биле трочлане четничке формације за ликвидацију њихових противника. Иако су наводно основане ради застрашивања и ликвидације сарадника окупатора, на њиховом удару нашли су се највише комунисти, борци и симпатизери партизанског покрета и чланови њихових породица. Међу убијенима, поред присталица народноослободилачког покрета, налазили су се и недићевци, љотићевци, четници Косте Пећанца, као и сам Коста Пећанац.
Шеф црних тројки у Југославији је био генерал Драгољуб Михаиловић. Четничке тројке су имале задатак да елиминишу свакога кога генерал Михаиловић стави под слово „З“. Слово „З“ се обично тумачи као скраћеница од „заклати“, иако се Михаиловић на суду бранио да значи „заплашити“. Имена за ликвидацију су читана преко Радио-Лондона или директно слата депешом командантима. Уобичајена метода примењивана у тим ликвидацијама, нарочито на сеоским подручјима, било је клање ножем.
Команданти бригада су били задужени потребан број тројки за извршење специјалних задатака. Припадници тројки се нису смели међусобно знати. Чланови тројки су се пријављивали добровољно и тајно и полагали су заклетве у пред командантом бригаде. Тројка која не би извршила свој задатак била би осуђена на смрт. Како су партизани и њихови симпатизери на неослобођеним областима живели заједно с осталим Србима и Црногорцима, није било могуће спроводити терор који не прави разлике, па су састављане листе појединаца означених за ликвидацију, а понекад су их издвајали и четнички официри, као на пример пуковник Јеврем Симић, инспектор свих четничких снага.
Током неколико летњих месеци 1942. чак је и BBC послужио као средство за спровођење ликвидација и застрашивања. Спискови особа стављених под слово З су читани преко BBC у емисијама вести на српскохрватском језику које је у потпуности контролисала избегличка влада, биле су спискови Недићевих и Љотићевих присталица чија је имена слао Михаиловић, а који су били означени за ликвидацију, или их је требало застрашити да удовоље четничким жељама. Тако су убијени Војо Чвркић, предратни члан Скупштине са листе Југословенске радикалне заједнице (који је наводно организовао покушај убиства Драгољуба Михаиловића) у лето 1942. и љотићевац поп Драгутин Булић. На тим листама није било партизана. Емитовање спискова особа означених словом З нагло је обустављено кад су британске власти откриле њихову намену. Британцима се није свиђао да се преко ББС-ја објављује списак немачких сарадника које су стављене под слово З, јер су их сматрали контрапродуктивним. У присталице оваквих мера спадале су председник избегличке владе Слободан Јовановић и браћа Живан и Радоје Кнежевић. Четници су ипак наставили са селективном праксом ликвидирања противника. Тако су убијени и Аћимовићев заменик министра унутрашњих послова Светозар Цека Ђорђевић у мају 1944, и Коста Пећанац у јуну 1944. Црне тројке су ликвидирале четничког пуковника Јеврема Симића, док се налазио у области ривалског команданта Предрага Раковића.